# Amaurosis fugaz
Amaurosis fugaz (Latín fugax que significa fugaz, griego amaurosis que significa  oscureciendo, oscuro, u obscuro) es una pérdida completa o parcial transitoria de la visión monocular debida a la isquemia de la retina, en otras palabras, es pérdida reversible de visión en un ojo.

## Concepto
El término MeSH Amaurosis Fugax (enlace roto disponible en Internet Archive; véase el historial, la primera versión y la última). la define como:

Ceguera completa o parcial transitoria monocular debido a la isquemia de la retina. Esto puede ser causado por la embolia de la arteria carótida (por lo general en asociación con estenosis carotídea) y otros lugares que entran en la arteria de la retina central. (Adams et al., Principios de Neurología, 6 ed, p245)
 Mesh, 2000

Sin embargo, varios autores proponen que puede definirse como la pérdida de visión en ambos ojos. No debe de confundirse con los términos: pérdida transitoria de la visión monocular o pérdida transitoria de la visión binocular, ya que estos se prefieren cuando no se desea connotar una etiología subyacente y este término sugiere isquemia retiniana.

## Patofisiología y etiología
Antes de 1990, la amaurosis fugaz podía ser “clínicamente dividida en cuatro complejos de síntomas, cada uno con su patoetiología subyacente: embolico, hipoperfusión, angioespasmo e idiopática”.  En 1990, las causas de la amaurosis fugaz fueron mejor definidas por el grupo de estudio de la amaurosis fugaz. Él cual definió cinco clases distintivas de ceguera monocular transitoria basadas en sus supuestas causas: “embolica, hemodinámica, ocular, neurológica” e “idiopática” (sin “causa identificada”).  Una de las causas más frecuentes incluye a la enfermedad ateromatosa de la carótida interna o de la arteria oftálmica, vasoespasmo, neuropatías ópticas, arteritis de células gigantes,  glaucoma de ángulo cerrado, presión intracraneal elevada, enfermedad opresiva orbital, hiperviscosidad sanguínea o hipercoagulación.

### Origen embólico y hemodinámico
Con respecto a estas causas, la pérdida visual monocular transitoria ocurre debido a una reducción temporal del flujo sanguíeno de la arteria retinal, de la arteria oftálmica o de la arteria ciliar, lo cual trae como consecuencia una disminución en la circulación sanguínea retinal, esto provoca hipoxia.  Los émbolos más comunes que podrían llegar a causar la amaurosis fugaz se originan de una arteria carótida con ateroesclerosis. Cualquier émbolo que se desprende de cualquier vaso sanguíneo que precede a la arteria retinal, arteria oftálmica o arteria ciliar puede causar esta pérdida temporal de visión.
- Arteria carótida con ateroesclerosis: La amaurosis fugaz se puede presentar como un tipo de ataque isquémico transitorio (TIA), durante el cual un émbolo obstruye unilateralmente el lumen de la arteria retinal o de la arteria oftálmica, causando una disminución del flujo sanguíneo a la retina ipsilateral.[9]
  Sin embargo, una arteria carótida ateroesclerótica también puede causar amaurosis fugaz debido a la estenosis en el flujo sanguíneo, produciendo isquemia cuando la retina es expuesta a la luz brillante.[10]
- Arteria oftálmica con ateroesclerosis: Se presenta de una forma similar al caso anterior.
- Émbolos cardiacos: Son émbolos trombóticos provenientes del corazón que pueden causar una obstrucción del lumen de la arteria retinal, oftálmica y/o ciliar. Se produce una disminución en el flujo sanguíneo hacia la retina ipsilateral. Esto se puede dar a consecuencia de (1) fibrilación atrial, (2) anormalidades valvulares que incluyen a la enfermedad post-reumática valvular, prolapso de la válvula mitral,  (3) mixomas atriales.

- Vasoespasmo temporal:  Provoca una disminución en el flujo sanguíneo que puede producir la amaurosis fugaz.[11][12] Generalmente, estos episodios son breves, duran no más de cinco minutos.[13] Son asociados con el ejercicio.[8][14]
- Arteritis de células gigantes:  Puede resultar en inflamación granulomatosa dentro de la arteria retinal central y la arteria ciliar posterior del ojo. Lo cual provoca una oclusión parcial o total, que deriva en una disminución del flujo sanguíneo que se manifiesta con la amaurosis fugaz. En este caso la amaurosis fugaz puede estar asociada con la claudicación mandibular y dolor de cabeza. Sin embargo, que estos pacientes no presenten síntomas no es raro.[15] Una revisión encontró una incidencia del 2% al 19% de amaurosis fugaz entre estos pacientes.[16]

- Lupus eritematoso sistémico[17][18]
- Periarteritis nodosa[19]

- Vasculitis eosinofílica[20]

- Síndrome hiperviscoso[21]
  -  Policitemia[22]

- Hipercoagulación[23]

- -  Deficiencia de proteína C[24]
  -  Anticuerpos antifosfolípidos[25]
    -  Anticuerpos anticardiolipina[26]
    -  Lupus anticoagulante[27][28]

- Trombocitosis[26]

- Síndrome del robo de la subclavia
- Hipertensión maligna que puede causar isquemia del nervio óptico.[29]

- Abuso de drogas que se relacionan con émbolos intravasculares.[6]

- Iatrogénico: La amaurosis fugaz se puede presentar como una complicación de la angiografía carotídea, angiografía carótida, caterización cardiaca, y el bypass cardiaco.[26]

### Origen ocular
Las causas oculares incluyen:
- Iritis[30]
- Queratitis[21]
- Blefaritis[21]
- Drusen del disco óptico[26]
- Desprendimiento vítreo posterior[21]
- Glaucoma de ángulo cerrado[31]
- Elevación transitoria de la presión intraocular[6][30]
- Hemorragia[6] intraocular
- Coloboma[26]
- Miopía[26]
- Hemangioma[32] orbitario
- Osteoma[33] orbitario
- Queratoconjuntivitis seca[26]

### Origen neurológico
Las causas neurológicas incluyen:
- Neuritis óptica[6]

- Neuropatía óptica compresiva[6][26]

- Papiledema: " El mecanismo subyacente de las obscuraciones visuales en todos estos pacientes aparentan ser isquemias transitorias del nervio óptico consecuente al incremento de la presión tisular. Hinchazón axonal, masas intraneurales y el incremento del flujo del fluido intersticial pueden contribuir al incremento en la presión tisular en la cabeza del nervio óptico. La consecuente reducción en la presión de perfusión provoca que los pequeños capilares de baja presión que irrigan la cabeza del nervio óptico queden vulnerables. Breves fluctuaciones en la presión sanguínea intracraneal o sistémica pueden resultar en pérdidas transitorias de la function ocular."[34] Generalmente la pérdida visual transitoria es asociada también con cefalea e hinchazón del disco óptico.

- Esclerosis múltiple  puede causar amaurosis fugaz debido a un bloqueo de conducción unilateral , resultado de la desmielinización e inflamación del nervio óptico y “… posiblemente por defectos en la transmisión sináptica y factores de bloqueo circular putativos.”[35]

- Migraña[36][37][38][39][40][41][42][43]

- Pseudotumor cerebral[44]

- Tumor intracraneal[44]

- Dolor psicogénico[21]

## Síntomas
La experiencia de la amaurosis fugaz es clásicamente descrita como una pérdida de visión monocular que aparece como una "cortina bajando verticalmente en el campo de visión  en un ojo;" Sin embargo, esta pérdida altitudinal de la visión es relativamente poco común. En un estudio sólo el 23.8 por ciento de los pacientes con pérdida de la visión monocular experimentaron la clásica cortina o sombra descendiendo sobre su visión.  Otras descripciones de esta experiencia incluyen una ceguera monocular, vision atenuada, nublosa  o borrosa. Pérdida de la visión total o sectorial típicamente dura unos pocos segundos, pero puede durar minutos o incluso horas. La duración depende en la etiología de la pérdida de la visión. Visión obscurecida debido a papilema puede durar unos segundos, mientras que una arteria carótida con ateroesclerosis puede ser asociada con una duración de uno a diez minutos.  Ciertamente síntomas adicionales pueden estar presentes en la amaurosis fugaz y esos hallazgos van a depender en la etiología de la pérdida transitoria de visión monocular.

## Evaluación diagnóstica
A pesar de la naturaleza temporal de la pérdida de la visión, aquellos que tuvieron amaurosis fugaz son usualmente aconsejados a consultar un médico inmediatamente debido a que es un síntoma que usualmente anuncia severos eventos vasculares, incluyendo accidente cerebrovascular.  Reiterando, “debido al breve intervalo entre el evento transitorio y el accidente cerebrovascular o la ceguera de arteritis temporal, el estudio diagnóstico para la ceguera transitoria monocular debe ser realizado sin retraso.”  Si el paciente no tiene antecedentes de arteritis de células gigantes, la probabilidad de preservación de la visión es mayor; Sin embargo, la probabilidad de un accidente cerebrovascular es equivalente a la de AIT hemisférico. Por lo tanto, está justificada la investigación sobre una enfermedad cardíaca.
Una evaluación diagnóstica debe iniciar con los antecedentes del paciente, seguido por un examen físico, con una particular importancia en el examen oftálmico con respecto a los síntomas de isquemia ocular. En el proceso de investigar la amaurosis fugaz, una consulta oftalmológica es absolutamente garantizada si es disponible. Varios exámenes de laboratorio concomitantes deben ser solicitados para investigar algunas de las más comunes causas sistémicas enumeradas arriba, incluyendo un completo conteo de glóbulos, velocidad de sedimentación globular, panel de lípidos y nivel de glucosa en sangre. Si una particular etiología es sospechada basándose en los antecedentes y físico, pruebas de laboratorio adicionales y relevantes deben ser solicitadas.
Si las pruebas de laboratorio son anormales, una enfermedad sistémica es probable, y si el examen oftálmico es anormal, una enfermedad ocular es probable. Sin embargo, en caso de que ambas rutas de investigación otorguen hallazgos normales o una explicación inadecuada, se recomienda estudios de ultrasonidos dúplex no invasivos para identificar una enfermedad en la arteria carótida. La mayoría de los episodios de amaurosis fugaz son resultado de estenosis en la arteria carótida ipsilateral.  En caso de que esto ocurra, investigadores han indagado como evaluar mejor estos episodios de pérdida de visión. Han concluido que para pacientes entre los 36 y 74 años de edad, "...ecografía duplex carotídea debe ser realizado...es mucho más probable que este examen proporcione información útil que un screening cardíaco extensivo (ECG, Holter monitoreo 24 horas y ecocardiografía percordial)."  Adicionalmente, tomografías computarizadas o imágenes de MRI son también recomendadas para investigar la presencia de un “embolismo cerebral clínicamente silencioso”.
Si los resultados del ultrasonido y las imágenes intracraneales son normales, “ deben hacerse esfuerzos diagnósticos renovados,” durante los cuales una angiografía fluorescente es una consideración apropiada. Sin embargo una angiografía carotídea no es recomendable en presencia de un ultrasonido y TC normal.

## Tratamiento
Si los análisis diagnósticos revelan un proceso de enfermedad sistémica, se deben de iniciar terapias dirigidas para tratar la etiología subyacente. Si la amaurosis fugaz es causada por una lesión ateroesclerótica, se receta aspirina. Se puede practicar una aterectomía coronaria, sin embargo se debe de considerar la localización y el grado de la estenosis. Generalmente si la arteria carótida sigue abierta, a mayor el grado de estenosis, mayor será la indicación de endarterectomía. “ La amaurosis fugaz aparenta ser una indicación particularmente favorable para la endarterectomía carotídea. Si se deja sin tratar , este evento trae consigo un mayor riesgo de accidente cerebrovascular. Después de la endarterectomía carotídea, que tiene un riesgo quirúrgico menor, el riesgo de un accidente postoperatorio es más bajo” Sin embargo la tasa de accidentes cardiovasculares subsequentes después de la amaurosis es significativamente menor que después de un ataque isquémico transitorio hemisférico. Por lo tanto persisten debates sobre si la endarterectomía carotídea debe ser realizada. Si los análisis completos salieron normales, se procede a la observación del paciente.
- Amaurosis fugax: Treatment